# Nils Bergström (Tischtennisspieler)
Nils Bergström (* 7. März 1930 in Eskilstuna; † 9. August 2013) war ein schwedischer Tischtennisspieler. Von 1993 bis 1997 war er Präsident des Europäischen Tischtennisverbandes ETTU.

## Tischtennisspieler
In den 1940er und 1950er Jahren war Nils Bergström Tischtennis-Nationalspieler in Schweden. Viermal nahm er an Weltmeisterschaften teil, nämlich 1948, 1949, 1951 und 1957, kam dabei aber nie in die Nähe von Medaillenrängen.
| Verband | Veranstaltung     | Jahr | Ort       | Land | Einzel    | Doppel       | Mixed        | Team |
| ------- | ----------------- | ---- | --------- | ---- | --------- | ------------ | ------------ | ---- |
| SWE     | Weltmeisterschaft | 1957 | Stockholm | SWE  | Qual      | Scratched    | letzte 64    |      |
| SWE     | Weltmeisterschaft | 1951 | Wien      | AUT  | letzte 64 | letzte 32    | keine Teiln. | 7    |
| SWE     | Weltmeisterschaft | 1949 | Stockholm | SWE  | Qual      | Scratched    | keine Teiln. |      |
| SWE     | Weltmeisterschaft | 1948 | Wembley   | ENG  | letzte 64 | keine Teiln. | keine Teiln. |      |

## Funktionär
Nach dem Ende seiner aktiven Laufbahn übernahm Nils Bergström Funktionärsaufgaben. Um 1973 wurde er Generalsekretär des Schwedischen Tischtennisverbandes (Svenska Bordtennisförbundet). Er organisierte die Veranstaltungen WM 1985, WM 1993 und EM 1990, welche jeweils in Göteborg stattfanden.
1992 wurde er Vizepräsident des Europäischen Tischtennisverbandes ETTU. Im August 1993 löste er Hans Wilhelm Gäb, der aus beruflichen und persönlichen Gründen zurückgetreten war, als Präsident („Acting President“) der ETTU ab. Dieses Amt überließ er 1997 Stefano Bosi, um Funktionärsaufgaben im Weltverband ITTF zu übernehmen. Beim ITTF-Kongress während der WM 1997 in Manchester wurde er zum ITTF-Vizepräsidenten gewählt. Bis 2005 arbeitete er im Präsidium mit, danach gehörte er dem ITTF-Beirat an.  

## Privat
Nils Bergström wuchs in Eskilstuna zusammen mit elf Geschwistern auf. Er absolvierte eine Ausbildung zum Grafiker. Er war verheiratet und hatte vier Kinder. Neben Tischtennis spielte er auch Fußball, bei dem er es in jungen Jahren bis in die schwedische B-Nationalmannschaft schaffte.